# 軟身短吻獅子魚
軟身短吻獅子魚（学名：Careproctus mollis）為輻鰭魚綱鮋形目杜父魚亞目獅子魚科的其中一種，分布於東北太平洋的阿圖島海域，棲息深度247-882公尺，為深海底棲性魚類，體長可達7.4公分，屬肉食性，生活習性不明。
其种加词“mollis ”意为“柔软的”。